# Ć̣
Ć̣ (minuscule : ć̣), appelé C accent aigu point souscrit, est une lettre latine utilisée en linguistique comparée pour la transcription de langues reconstruites et dans la transcription de Riggs du dakota.
Il s’agit de la lettre C diacritée d’un accent aigu et d’un point souscrit.

## Utilisation
En linguistique comparée, dans la transcription des langues reconstruites, ‹ ć̣ › représente une consonne affriquée alvéolo-palatale sourde éjective [tɕʼ].

## Représentations informatiques
Le C accent aigu point souscrit peut être représenté avec les caractères Unicode suivants : 
- composé et normalisé NFC (latin étendu A, diacritiques) :

| formes    | représentations | chaînes de caractères | points de code | descriptions                                                     |
| --------- | --------------- | --------------------- | -------------- | ---------------------------------------------------------------- |
| majuscule | Ć̣               | Ć◌̣                    | U+0106 U+0323  | lettre majuscule latine c accent aigu diacritique point souscrit |
| minuscule | ć̣               | ć◌̣                    | U+0107 U+0323  | lettre minuscule latine c accent aigu diacritique point souscrit |

- décomposé et normalisé NFD (latin de base, diacritiques) :

| formes    | représentations | chaînes de caractères | points de code       | descriptions                                                                 |
| --------- | --------------- | --------------------- | -------------------- | ---------------------------------------------------------------------------- |
| majuscule | Ć̣               | C◌̣◌́                   | U+0043 U+0323 U+0301 | lettre majuscule latine c diacritique point souscrit diacritique accent aigu |
| minuscule | ć̣               | c◌̣◌́                   | U+0063 U+0323 U+0301 | lettre minuscule latine c diacritique point souscrit diacritique accent aigu |